# Хоэндорф (Передняя Померания)
Хоэндорф  (нем. Hohendorf) — посёлок в Германии, в земле Мекленбург-Передняя Померания.

## Географическое положение
Хоэндорф находится приблизительно в трёх километрах юго-западнее Вольгаста. Между обоими населёнными пунктами расположена поросшая лесом пятидесятиметровая возвышенность Цисаберг (нем. Ziesaberg) названная в честь протекающей рядом реки Цисы, которая недалеко от возвышенности (восточнее посёлка) впадает в Пене.

## История
Первые документальные упоминания о существовании посёлка относятся к XIV веку, но Хоэндорф и его районы определённо существовали и раньше.
С тридцатилетней войны и до 1815 года деревня находилась под Шведским господством, а с 1815 года была включена в состав Пруссии.
В 1855 году в непосредственной близости от посёлка была проложена дорога (современное название федеральная дорога 111 (нем. Bundesstraße 111)) из Ярмена в Вольгаст. А в 1863 году через Хоэндорф проложена железнодорожная ветка Цюссов—Вольгаст, благодаря которой Хоэндорф приобрёл туристическое значение.
В 1990 году Хоэндорф вошёл в состав федеральной земли Мекленбург-Передняя Померания.

## Административное деление
Посёлок входит в состав района Восточная Передняя Померания. До 1 января 2005 года Хоэндорф был частью управления Вольгаст—Ланд (нем. Wolgast-Land), но в настоящее время подчинён управлению Ам Пенестром (нем. Am Peenestrom), с штаб-квартирой в Вольгасте.
Идентификационный код субъекта самоуправления — 13 0 59 032.
Площадь занимаемая административным образованием Хоэндорф, составляет 30,53 км².
В настоящее время община подразделяется на 4 сельских округа.
| - Шалензе (нем. Schalense) - Притцир (нем. Pritzier) | - Хоэндорф (нем. Hohendorf) - Царниц (нем. Zarnitz) |

## Население
По состоянию на 30 июня 2006 года население посёлка составляло 965 человек. Средняя плотность населения таким образом равна 32 человек на км².

## Достопримечательности
- Церковь из обожженного кирпича и булыжника в готическом стиле (XIII век)